# Пушкинская улица (Ялта)
Пушкинская улица, ранее Пушкинский бульвар, до 1887 года Предположенная — пешеходная улица на западе Ялты, на берегу реки Учан-Су, параллельна улице Гоголя. На ней находится большое количество памятников истории и архитектуры XIX — начала XX века, многие из которых причислены к объектам культурного наследия.

## Описание
Пешеходная улица в Ялте длиной около 750 м. Все дома, расположенные по левую руку вниз по течению Учан-Су (Водопадной) имеют нечётные номера, чётных номеров нет. Улица идёт параллельно улице Гоголя и переходит в улицу Ломоносова. К улице примыкает улица Боткинская.
На юге улицы находится выставка-продажа картин. Некоторые художники рисуют прямо на улице и продают работы.

## История
Улица была заложена в 1880-е годы как бульвар. Были высажены деревья каштана, декоративные кустарники, устроены цветочные куртины, установлены скамейки. Бульвар проходил вдоль левого берега реки Учан-Су, рядом с ним проходила дорога, также соединявшая Пушкинскую площадь с Набережной.
По воспоминаниям Е. К. Петровой, благоустройство левого берега Учан-Су, являвшегося во 2-й половине XIX века фактической границей Ялты, и превращение его в Пушкинский бульвар, состоялось по инициативе местных докторов: «По широкому каменному пространству, ничем не огороженная, текла речка Учан-Су. Летом почти неприметная, по всему берегу лежали кучи мусора, во время дождей речка выходила из берегов, разливалась по лежащим рядом улицам. Ни пройти, ни проехать… Врачи Дмитриев, Овсяный, Кольцов, Вебер, Штангеев решили привести улицы вдоль берегов Учан-Су в благоустроенный вид».
Улица и одноимённая площадь были названы в 1887 году к 50-летней годовщине смерти А. С. Пушкина. До революции Пушкинская площадь была единственной в Ялте. Во время Февральской революции и последующих событий на ней часто проходили митинги. На ней находились старый и новый Народные дома. Тут, в старом Народном доме, велась подготовка вооруженного восстания в Ялте. Вечером 8 января 1918 года отсюда после митинга уходили отряды красной гвардии под руководством большевиков на портовый мол  для встречи с моряками прибывшего из Севастополя эсминца «Гаджибей». Позже старое здание на Пушкинской площади использовалось под хлебозавод. В бывшем новом Народном доме работал кинотеатр «Спартак».
В сентябре 1890 года князь Владимир Васильевич Трубецкой подал в городскую управу заявку на строительство при его домовладении садовой беседки (Бельведера) в греческом стиле. Автором проекта беседки был архитектор Н. П. Краснов. Нижний ярус беседки с аркой-воротами выполнен из крупной выпуклой и квадратной бутовой кладки. На второй ярус ведёт лестница, выходящая на обзорную площадку, перекрытия которой покоятся на восьми спаренных цилиндрических и квадратных колоннах. Декорирована вазами. В служившем гаражом нижнем ярусе беседки сохранилась с царских времён кованая решётка редкой красоты. Специалисты восстановили её в первозданном виде.
Костёл Непорочного зачатия Пресвятой Девы Марии был построен в 1906 году (указан уже на плане города 1904 года) и относился в Римской католической церкви. В советское время в здании размещались фонды Ялтинского исторического музея, в 1988 году открыт дом органной и камерной музыки. Спустя три года здание передано Римской католической Церкви.
В 1970-х годах улица была закрыта для транспорта, была проведена реконструкция: дорогу и бульвар сделали на одном уровне и замостили плиткой. Были снесены ограды дворов и улица вновь больше стала похожа на бульвар. В 2007—2008 годах была проведена ещё одна реконструкция: Пушкинский бульвар стал продолжением Набережной и полностью замощён гранитной плиткой. Построено несколько фонтанов, реконструированы фасады зданий и Пушкинская беседка.
Во время ливневых дождей неоднократно подтоплялась разливами Учан-Су, в том числе в 2018, 2021 годах.
10 февраля 2010 года в День памяти А. С. Пушкина в Ялте на Пушкинском бульваре открыли бронзовый памятник великому русскому поэту работы симферопольского скульптора Виктора Гордеева. 26 августа 2011 года на пересечении улиц Боткинская и Пушкинская состоялось торжественное открытие памятника основателю Ялтинской киностудии Александру Ханжонкову.

### Достопримечательности

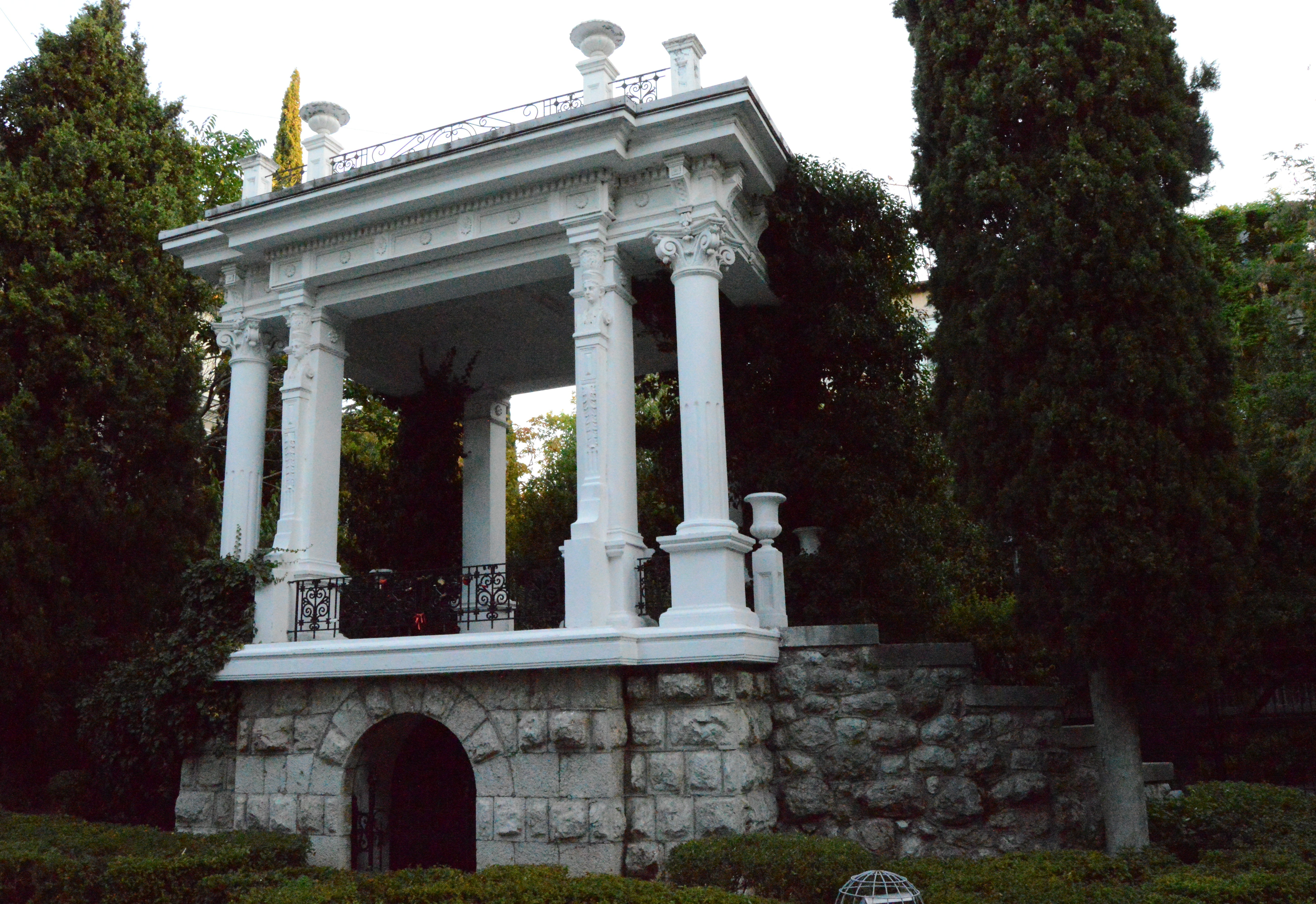
№15, Бельведер Ялта
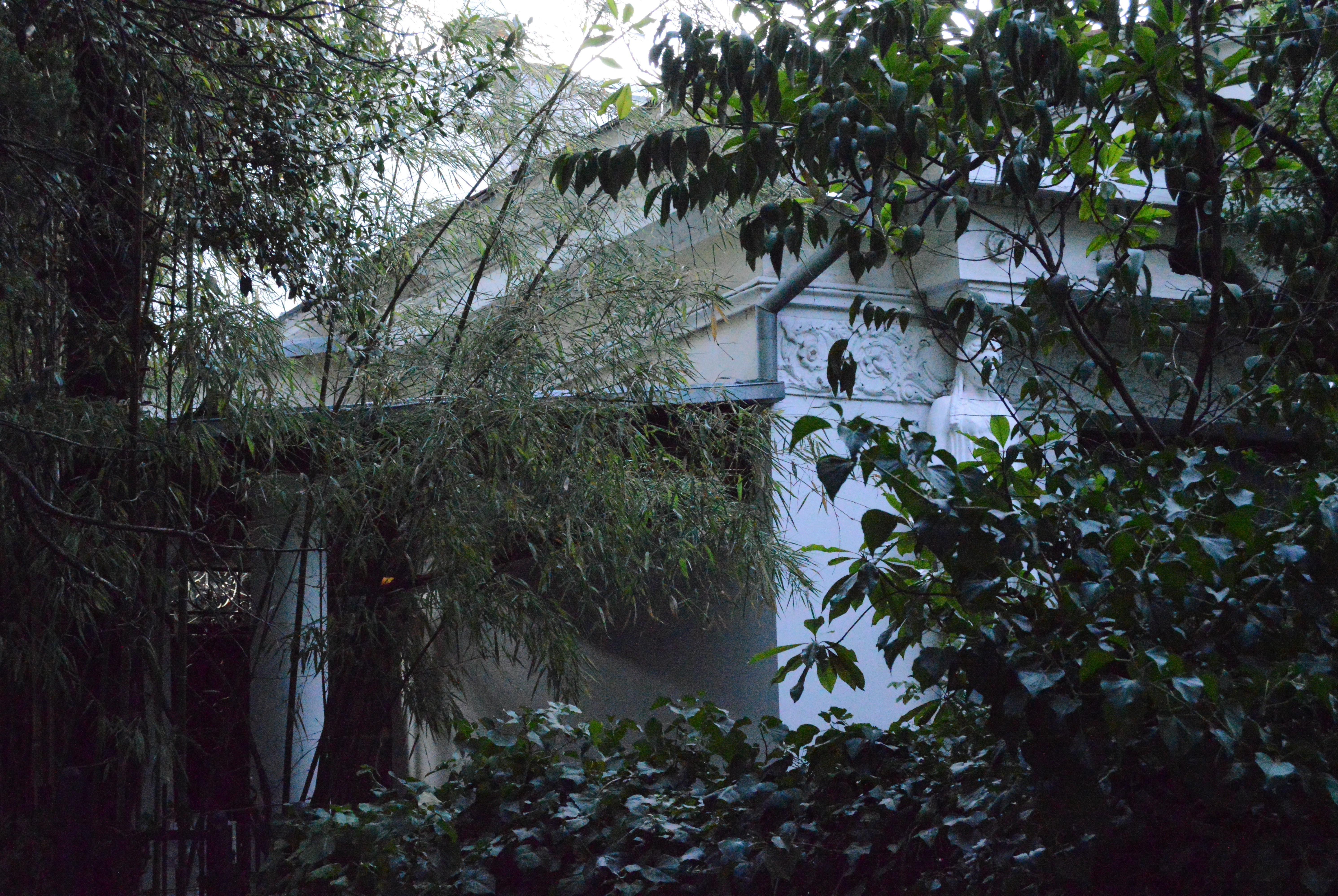
№19, 19а Дом Краснова Н. П.
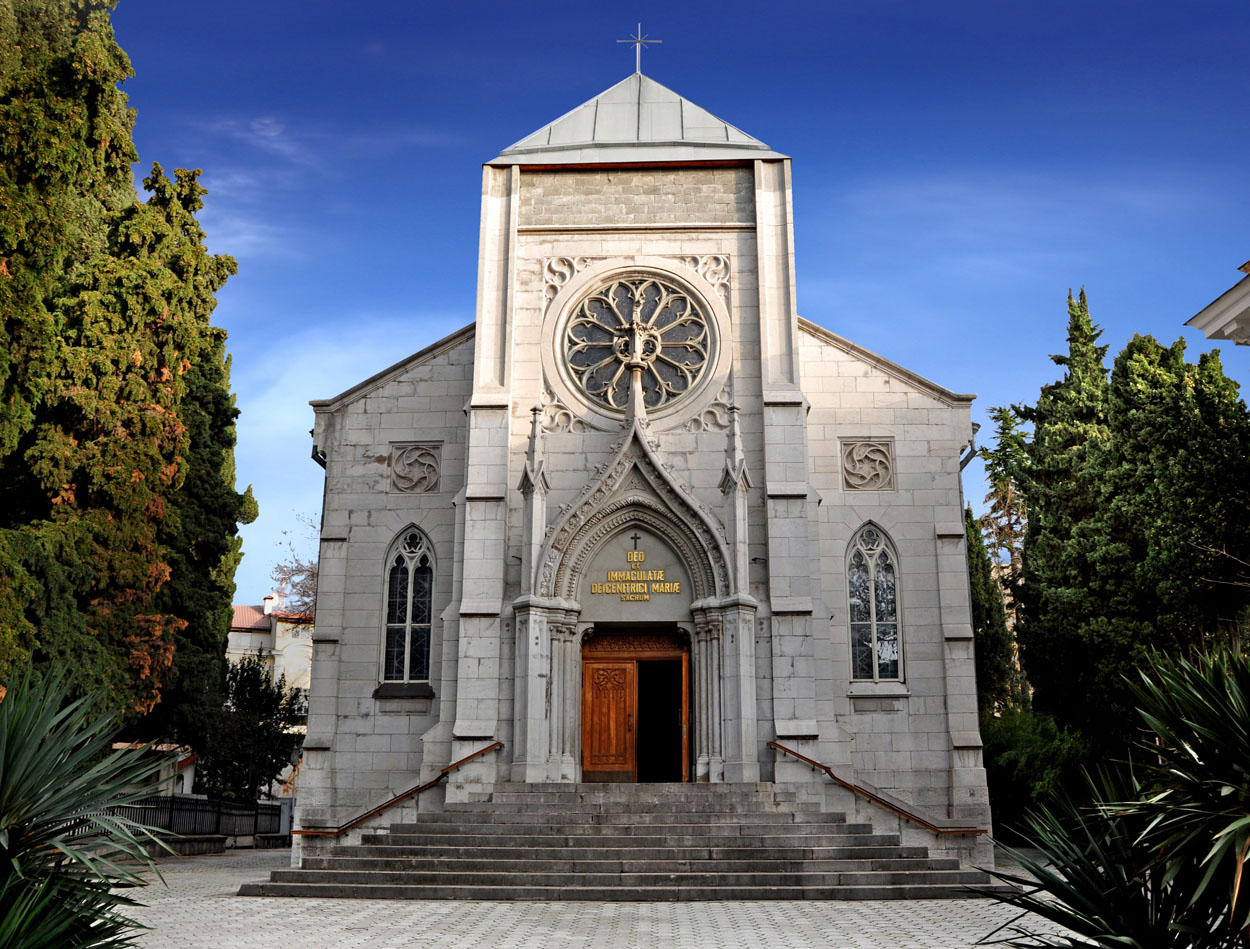
№25 литер "А" Костел Непорочного Зачатия Пресвятой Богородицы девы Марии
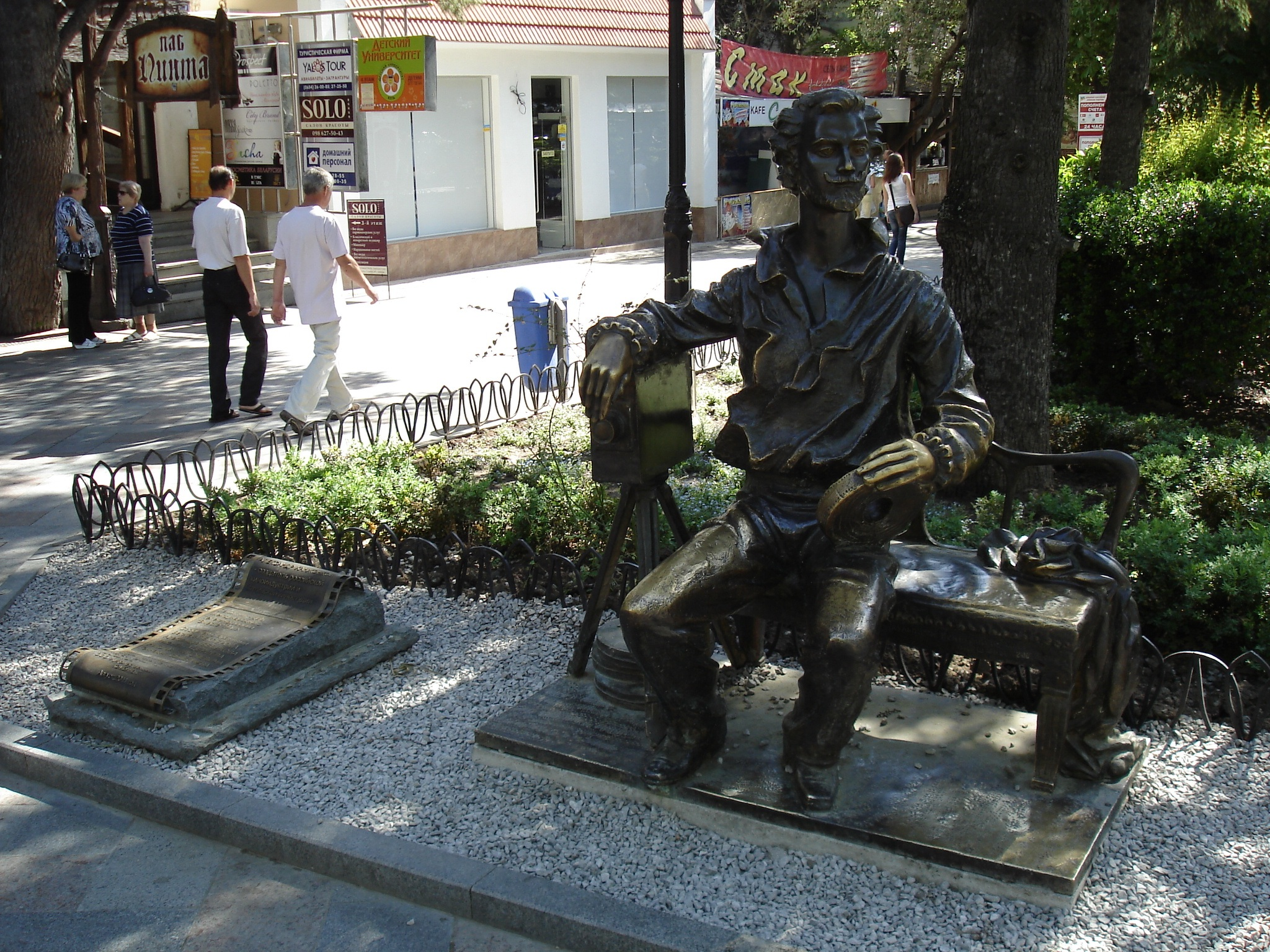
Памятник пионеру русской кинематографии А. А. Ханжонкову
Памятник А. С. Пушкину

- № 5, литер «А», № 5г, литер «а» Вилла М. П. Атаровой (архитектор Н. П. Краснов)[3]  Объект культурного наследия народов РФ регионального значения. Рег. № 911710989700005 (ЕГРОКН)
- № 13, Дом С. П. Бонье[2]  Объект культурного наследия народов РФ регионального значения. Рег. № 911711273950005 (ЕГРОКН)
- № 15, Бельведер[3]  Объект культурного наследия народов РФ регионального значения. Рег. № 911711273970005 (ЕГРОКН)
- № 19, № 19а, литер «А», Дом архитектора Н. П. Краснова[3]  Объект культурного наследия народов РФ регионального значения. Рег. № 911711273990005 (ЕГРОКН)
- № 23/14 Здание казначейства  Объект культурного наследия народов РФ регионального значения. Рег. № 911711274490005 (ЕГРОКН) ныне санаторий «Энергетик», корпус № 2
- № 23 Здание полицейской управы  Объект культурного наследия народов РФ регионального значения. Рег. № 911711274470005 (ЕГРОКН) ныне санаторий «Энергетик», корпус № 3
- № 25, литер «А» Костел Непорочного Зачатия Пресвятой Богородицы девы Марии[5]  Объект культурного наследия народов РФ регионального значения. Рег. № 911711273950005 (ЕГРОКН)